# التهاب الجزر البنكرياسية
التهاب الأنسولينات هو التهاب يصيب جزر لانجرهانز، وهي مجموعة من أنسجة الغدد الصماء الموجودة في البنكرياس والتي تساعد على تنظيم مستويات الجلوكوز، وتصنف من خلال استهداف الخلايا المناعية (الخلايا الليمفاوية التائية والبائية والبلاعم والخلايا التغصنية). يمكن أن يؤدي تسلل الخلايا المناعية إلى تدمير خلايا بيتا المنتجة للأنسولين في الجزر، والتي تلعب دورًا رئيسيًا في التسبب في الإصابة بمرض السكري من النوع 1 والنوع 2 وتطوره. يصيب التهاب الأنسولينات 19% من الأفراد المصابين بداء السكري من النوع 1 و28% من المصابين بداء السكري من النوع 2. من المعروف أن العوامل الجينية والبيئية تساهم في بدء التهاب الأنسولينات، ومع ذلك، فإن العملية الدقيقة التي تسببه غير معروفة. غالبًا ما يُدرس التهاب الأنسولينات باستخدام نموذج فأر مصاب بداء السكري من النوع الأول لمرضى السكري غير البدينين. قد تلعب عائلة البروتينات الكيميائية دورًا رئيسيًا في تعزيز تسلل الكريات البيض إلى البنكرياس قبل تدمير خلايا بيتا في البنكرياس.

## الوصف
يمكن تقييم التسبب في التهاب الأنسولينات بناءً على عتبة خلايا CD3 + أو CD45 + المحيطة بجزر لانجرهانز أو التسلل إليها، ومع ذلك، لا يمكن دراسة ذلك إلا باستخدام عينة من نسيج البنكرياس. CD3+ وCD45+ (مجموعة التمايز 3 و45 خلية إيجابية) هي الخلايا الليمفاوية. كشفت دراسة الفئران غير البدينة المصابة بداء السكري عن وجود علاقة بين تطور التهاب الأنسولين وكمية إنتاج الأجسام المضادة للأنسولين في الدورة الدموية، بالإضافة إلى وجود صلة بين مجموعات معينة من الأجسام المضادة الذاتية الحالية وخطر الإصابة بمرض السكري من النوع الأول والتهاب الجزر البنكرياسية.
التهاب الأنسولينات، الذي يظهر في حوالي 19% من مرضى السكري من النوع 1، يظهر بشكل بارز في السنة الأولى بعد التشخيص في المرضى الذين تتراوح أعمارهم بين 0 و14 عامًا مع انتشار 68% (32/47 مريضًا تمت دراستهم). انتشار التهاب الأنسولينات هو 4% بين المرضى الشباب المصابين بداء السكري من النوع 1 المزمن (المرضى الذين أصيبوا بالمرض لأكثر من عام). فقط 29% من المرضى الأكبر سنًا الذين تتراوح أعمارهم بين 15 و39 عامًا أظهروا آفة انسولية في غضون عام بعد التشخيص. السبب الدقيق لهذا التفاوت بين الفئات العمرية غير معروف، ولكن يُفترض أن البالغين قد يكون لديهم شكل مختلف أو أقل حدة من داء السكري من النوع الأول الذي يتطور بشكل أبطأ.
هناك تصنيفان فرعيان مختلفان لالتهاب الجزر والتهاب داخل الجُزُر، والتي تختلف بناءً على موقع تسلل الخلايا المناعية. في حالة التهاب حوائط الجُزُر، يحدث تسلل الخلايا في محيط الجزر، بينما في حالة التهاب الأنسجة الداخلية، يكون هناك تسلل للخلايا في النسيج الوظيفي للجزيرة. في كثير من الأحيان، في التهاب شبه الجزيرة، تسلل الخلايا في التركيز عند 1 قطب من الجزيرة.

## التشخيص
هناك ارتباط كبير بين تكرار التهاب الأنسولين وخلايا CD45+ وCD3+ وCD4+ وCD8+ وCD20+ داخل آفة التهاب الأنسولينات، والإجماع العام داخل المجتمع العلمي هو أن الآفة في جزر لانجرهانز يمكن تشخيصها على أنها التهاب انسولي إذا اجتمعت. العتبة الدنيا لا تقل عن 3 جزر مخترقة، كل منها تحتوي على 15 خلية CD45+ كحد أدنى. وجدت إحدى الدراسات التي كانت تهدف إلى العثور على تواتر الأفراد المصابين بداء السكري من النوع 2 الذين استوفوا متطلبات تشخيص التهاب الأنسولين أنه لا يمكن استخدام التعريف والمتطلبات الحالية لالتهاب الأنسولين لتمييز البنكرياس المسترجع من الأفراد المصابين بداء السكري من النوع 1 عن أولئك المصابين بالنوع 2 من السكري (لاندبيرج وآخرون 2017). اقترحت هذه الدراسة تغيير التعريف المقبول لالتهاب الأنسولين للحصول على تشخيص إيجابي عند وجود 15 خلية +CD3، وليس خلايا CD45+، في ≥ 3 جزر، ما أدى إلى تقليل النسبة المئوية للنوع. 2 مرضى السكري تنطبق عليهم معايير التهاب الانسولين من 82% إلى 28%.
يعود التحدي الأساسي لدراسة التسبب في التهاب الأنسولينات ومرض السكري من النوع 1 و2 إلى عدم وجود اتفاق في تعريف وشروط تشخيص التهاب الأنسولينات. يوجد هذا الافتقار إلى الإجماع نظرًا لوجود العديد من علامات التنميط المناعي المختلفة وعتبات تسلل الخلايا المستخدمة لتمييز التهاب الأنسولينات عن الحالات الالتهابية الأخرى، وبسبب صغر حجم العينة المتاحة للدراسة، هناك الكثير من الأبحاث التي تركز على تحديد خصائص التهاب الأنسولينات بشكل أكثر وضوحًا.